# Classe London
La classe London est une classe de vaisseau de ligne de 2e rang construits pour la Royal Navy dans la deuxième moitié du XVIIIe siècle d'après des plans de Thomas Slade.

## Conception
Le premier navire de la classe, le HMS London, est un vaisseau de 90 canons. Lorsque les trois navires suivants sont commandés quelques années plus tard, ils sont armés avec 98 canons en ajoutant 4 pièces sur chaque bord au niveau de la dunette.

## Unités de la classe
| classe London           | classe London              | classe London     | classe London  | classe London    | classe London |
| Nom                     | chantier naval             | commande          | Lancement      | fin              | Tableau       |
| ----------------------- | -------------------------- | ----------------- | -------------- | ---------------- | ------------- |
| HMS London              | chantier naval de Chatham  | 28 septembre 1759 | 24 mai 1766    | détruit en 1811  |               |
| HMS Prince              | Chantier naval de Woolwich | 9 décembre 1779   | 4 juillet 1788 | détruit en 1837  |               |
| HMS Impregnable         | Chantier naval de Deptford | 13 septembre 1780 | 15 avril 1786  | naufragé en 1799 |               |
| HMS Windsor Castle (en) | Chantier naval de Deptford | 10 décembre 1782  | 3 mai 1790     | détruit en 1839  |               |

## Sources
- (en) Cet article est partiellement ou en totalité issu de l’article de Wikipédia en anglais intitulé « London-class ship of the line » (voir la liste des auteurs).
- (en) Brian Lavery, The Ship of the Line, vol. 1 : The Development of the Battlefleet 1650-1850, Conway Maritime Press, 2003 (ISBN 0-85177-252-8)
- (en) Rif Winfield, British Warships in the Age of Sail 1793-1817 : Design, Construction, Careers and Fates, Seaforth, 2007, 418 p. (ISBN 978-1-86176-246-7 et 1-86176-246-1)